# John Edward Gray
John Edward Gray (12-2-1800 – 7-3-1875) là một nhà động vật học người Anh. Ông là anh của George Robert Gray và là con của nhà thực vật học và dược học Samuel Frederick Gray (1766–1828).

### Các cấp phân loại được đặt theo tên ông
Gray đã mô tả và đặt tên nhiều loài Lưu trữ ngày 4 tháng 3 năm 2016 tại Wayback Machine ốc biển như:
- Chi Lithopoma Gray, 1850
- Chi Euthria Gray, 1850

Các loài được đặt theo tên ông:
- Ardeola grayii
- Cá voi mõm khoằm Gray (Mesoplodon grayi)[1]
- Chuột chù Luzon (Crocidura grayi)[1]

## Một số công trình tiêu biểu
- 1821: "A natural arrangement of Mollusca, according to their internal structure." London Medical Repository 15: 229–239.
- 1821: "On the natural arrangement of Vertebrose Animals." London Medical Repository 15: 296–310.
- 1824: "A revision of the family Equidae." Zool. J. Lond. 1: 241-248 pl. 9.
- 1824: "On the natural arrangement of the pulmonobranchous Mollusca." Annals of Philosophy, new series 8: 107–109.
- 1825: "A list and description of some species of shells not taken notice of by Lamarck." Annals of Philosophy (2)9: 407-415.
- 1825: "An outline of an attempt at the disposition of the Mammalia into tribes and families with a list of the genera apparently appertaining to each tribe." Annals of Philosophy (ns) 10: 337-344.
- 1826: "Vertebrata. Mammalia." (Appendix B in part). p. 412-415 in King, P.P. (ed.) Narrative of a Survey of the Intertropical and Western Coasts of Australia. Performed between the years 1818 and 1822. With an Appendix, containing various subjects relating to hydrography and natural history. London: J. Murray Vol. 2.
- 1827: "Synopsis of the species of the class Mammalia." p. 1-391 in Baron Cuvier The Animal Kingdom Arranged in Conformity with its Organization, by the Baron (G) Cuvier, with additional descriptions by Edward Griffith and others. (16 vols: 1827-1835). London: George B. Whittaker Vol. 5.
- 1828: "Spicilegia Zoologica, or original figures and short systematic descriptions of new and unfigured animals." Pt 1. London: Treuttel, Würtz & Co.
- 1829: "An attempt to improve the natural arrangement of the genera of bat, from actual examination; with some observations on the development of their wings." Philos. Mag. (ns) 6: 28-36.
- 1830: "A synopsis of the species of the class Reptilia." pp 1–110 in Griffith, E. The animal kingdom arranged in conformity with its organisation by the Baron Cuvier. London: Whitaker and Treacher and Co. 9: 481 + 110 p.
- 1830-1835: "Illustrations of Indian zoology; chiefly selected from the collection of Major-General Hardwicke, F.R.S..." 20 parts in 2 volumes. Illus. Indian Zool.
- 1831: "Description of twelve new genera of fish, discovered by Gen. Hardwicke, in India, the greater part in the British Museum." Zool. Misc.
- 1831: "Descriptions of some new genera and species of bats." các trang 37–38 in Gray, J.E. (ed.) The Zoological Miscellany. To Be Continued Occasionally. Pt 1. London: Treuttel, Würtz & Co.
- 1832: "Characters of a new genus of Mammalia, and of a new genus and two new species of lizards, from New Holland." Proc. Zool. Soc. Lond. 1832: 39-40.
- 1834: "Characters of a new species of bat (Rhinolophus, Geoffr.) from New Holland." Proc. Zool. Soc. Lond. 1834: 52-53.
- 1837: "Description of some new or little known Mammalia, principally in the British Museum Collection." Mag. Nat. Hist. (ns) 1: 577-587.
- 1838: "A revision of the genera of bats (Vespertilionidae), and the description of some new genera and species." Mag. Zool. Bot. 2: 483-505.
- 1839: "Descriptions of some Mammalia discovered in Cuba by W.S. MacLeay, Esq. With some account of their habits, extracted from Mr. MacLeay's notes." Ann. Nat. Hist. 4: 1-7 pl. 1.
- 1840: "A Synopsis of the Genera and Species of the Class Hypostoma (Asterias, Linnaeus)." Ann. Mag. Nat. Hist., 6: 275.
- 1840-10-16: "Shells of molluscous animals." In: Synopsis of the contents of the British Museum, ed. 42: 105-152.
- 1840-11-04: "Shells of molluscous animals." In: Synopsis of the contents of the British Museum, ed. 42, 2nd printing: 106-156.
- 1844: Catalogue of the Tortoises, Crocodiles, and Amphisbænians, in the Collection of the British Museum.
- 1845: Catalogue of the Specimens of Lizards in the Collection of the British Museum. London: Trustees of the British Museum. (Edward Newman, printer). xxviii + 289 pp.
- 1847-11: "A list of genera of Recent Mollusca, their synonyma and types." Proceedings of the Zoological Society of London, 15: 129-182.
- 1849: Catalogue of the Specimens of Snakes in the Collection of the British Museum. Trustees of the British Museum. London. xv + 125 pp.
- 1850: Figures of molluscous animals selected from various authors. Etched for the use of students by M. E. Gray. Volume 4. Longman, Brown, Green & Longmans, London. iv + 219 pp.
- 1855: Catalogue of Shield Reptiles in the Collection of the British Museum - Part 1, Testudinata (Tortoises).
- 1860-10: "On the arrangement of the land pulmoniferous Mollusca into families." Annals and Magazine of Natural History, series 3, 6: 267-269.
- 1862: A Hand Catalogue of Postage Stamps for the use of the Collector. London: Robert Hardwicke. Free download here.
- 1864: "Revision of the species of Trionychidae found in Asia and Africa, with descriptions of some new species." Proc. Zool. Soc. London 1864: 76-98.
- 1866: The Genera of Plants. Unpublished fragment with R. A. Salisbury
- 1870: Supplement to the Catalogue of Shield Reptiles in the Collection of the British Museum - Part 1, Testudinata (Tortoises).
- 1872: Catalogue of Shield Reptiles in the Collection of the British Museum - Part 2, Emydosaureans, Rhynchocephalia, and Amphisbaenians.
- 1873: "Notes on Chinese Mud-Tortoises (Trionychidae), with the Description of a new Species sent to the British Museum by Mr. Swinhoe, and Observations on the Male Organ of this Family." Annals and Magazine of Natural History, series 4, vol. XII, 1873. pp. 156–161 and Plate V.